# Magister Manfredinus
Magister Manfredinus è stato un fonditore attivo a Venezia agli inizi del XIV secolo celebre per la produzione di campane di bronzo, di cui sono attestati ben dieci esemplari.

## Caratteristiche generali
Sulla base di accurati studi dedicati alle campane di Manfredinus sembrerebbe verosimile presumere una destinazione sacra dei bronzi. Abbastanza frequenti sono le campane firmate dal fonditore, ma non di rado mancano informazioni aggiuntive, come ad esempio la data di fusione o l´indicazione della committenza. Delle dieci campane di Manfredinus, solo due recano l´anno di fusione (1317 e 1321), mentre una terza campana è databile con ogni probabilità tra il 1310 e il 1330. Allo stato attuale sembrerebbe che nessuno dei bronzi di Manfredino possa essere datato oltre la metà del XIV secolo. In una delle ordinanze dei fabbricanti di campane, databile tra il 1286 e il 1298, viene menzionato il nome di Manfredinus. Da questo documento è possibile dedurre che Manfredinus rivestiva un ruolo di certo spessore per ciò che concerneva il commercio del metallo, e più precisamente del rame. Altri due documenti pubblicati nel 1876 citano Manfredino come campanarius. Grazie a questi due documenti apprendiamo che Manfredino non era originario di Venezia, ma che vi si era stabilito a partire probabilmente dal 1280 e che con ogni probabilità le campane di Manfredino furono prodotte proprio a Venezia.
_

## La campana di Ortisei

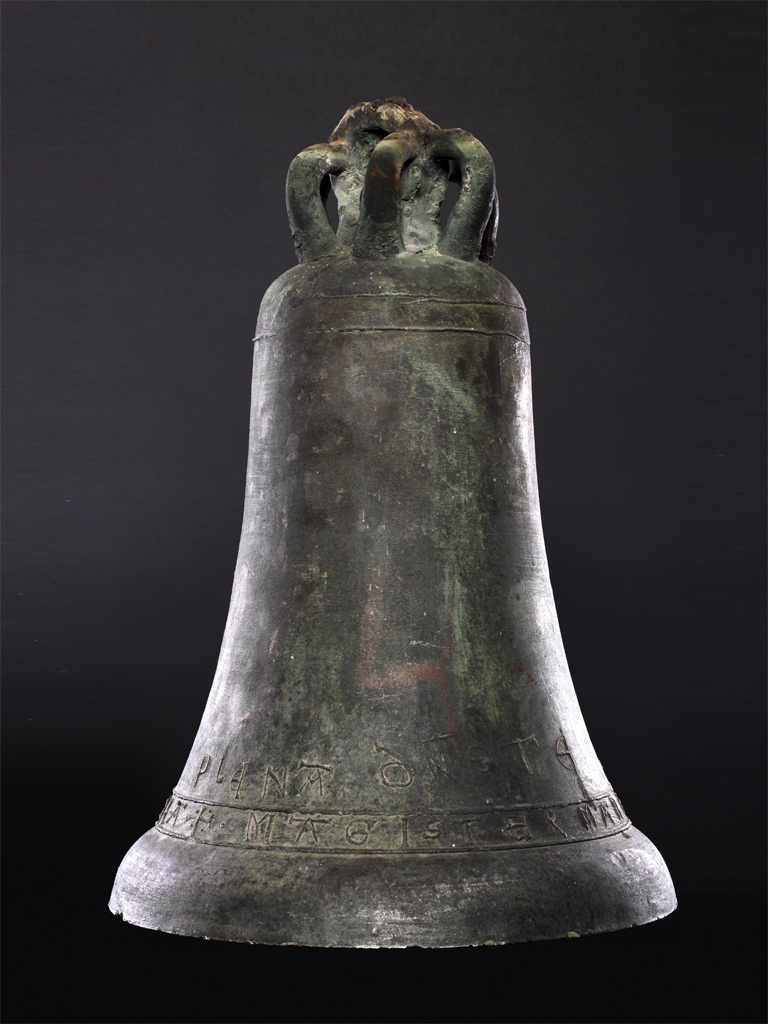
La campana di Ortisei di Magister Manfredinus

Le prime notizie intorno alla campana di Ortisei risalgono esattamente a un secolo e mezzo fa e si devono al germanista Ignaz von Zingerle (1825-1892) . Le notizie riportate hanno un carattere meramente leggendario e mancano di indicazioni storicamente rilevanti. La campana, recuperata grazie ad un toro che l´avrebbe messa in luce con le sue corna, sarebbe appartenuta al castello Stetteneck il quale sarebbe sorto, prima di sprofondare nei Bujes de Pincan in fondo alla Val d´Anna. Diverse varianti della leggenda menzionata affermano che la collocazione originaria della campana fosse appunto il castello degli Stetteneck e concordano anche sul fatto che in seguito al crollo di questo la campana sia stata trasportata presso la chiesa di San Giacomo dove rimase fino al 1920. Allo stato attuale degli studi risulta impossibile determinare la cronologia esatta della campana che comunque dev´essere stata fusa entro la prima metà del XIV secolo o al più presto sullo scorcio del XIII secolo. Forse tra la campane del fonditore la più misteriosa, è sopravvissuta alle requisizioni della prima guerra mondiale e risuona ancora oggi dal campanile della chiesa di La Valle in Val Badia. A partire dal 1920 la campana rimase ininterrottamente appesa nella Cappella dei Caduti di guerra e fu poi chiesta in prestito dalla parrocchia di Ortisei nel 1995, dove rimase fino al 2008 quando fu concessa in prestito al Museum Ladin Ćiastel de Tor per la mostra "Ascolta, è ora..." Attualmente è esposta nella Casa di Cultura di Ortisei mentre una copia dell´originale risuona nella cappella dei caduti.

### La campana di La Valle

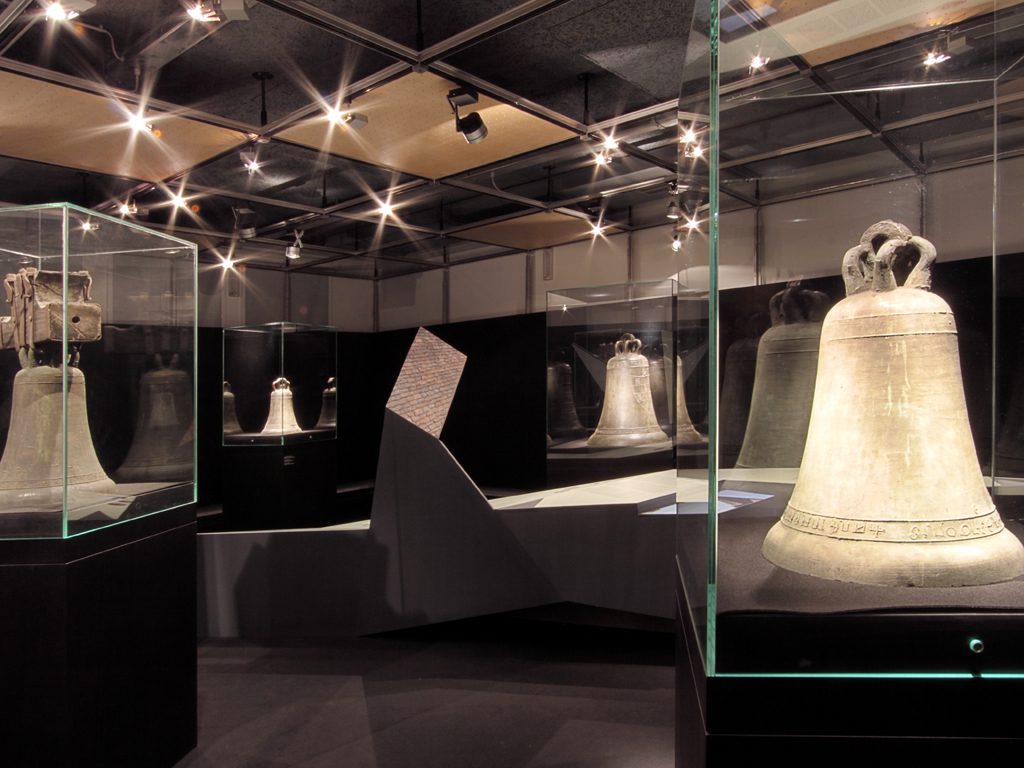
Veduta della mostra "Ascolta, è ora..." tenuta al Museum Ladin Ćiastel de Tor

Nelle vallate ladine della provincia di Bolzano, oltre alla campana di Ortisei si è conservato un altro esemplare di Manfredino collocato nel campanile della chiesa parrocchiale di La Valle dedicata a San Genesio. Anche di questa campana disponiamo di pochi dati certi e di notizie prevalentemente a carattere leggendario. Rispetto alle altre campane di Manfredinus risulta meno slanciata nella forma. Il bronzo si distingue ancora più nettamente per l'iscrizione, assolutamente peculiare e in definitiva di difficile lettura.
L'iscrizione è completamente capovolta rispetto alla comune posizione a vaso rovesciato della campana e per leggerla nel verso giusto dovremmo portare la campana in posizione a bicchiere, ovvero con la bocca rivolta verso l´alto. L'iscrizione secondo quanto riportato dalla cronaca parrocchiale di La valle in una nota scritta intorno al 1900 dovrebbe recitare "Nativitatis Redemptoris nostri 1390. Ave Maria, gratia plena Dnus tecum. Mater Dei. Campana. Donis. Do Manfredinus me feci(t)". Uno studio del Museum Ladin Ćiastel de Tor ha verificato che la presunta trascrizione dell´epigrafe contenuta nella cronaca parrocchiale trova riscontro solo in parte nella realtà dei fatti. Se da un lato è stata confermata la presenza della firma del fonditore e della salutatio angelica, gli altri elementi dell´iscrizione rimangono oscuri e di difficile decifrazione. L'epigrafe piuttosto sommaria potrebbe d'altro canto essere la spia del fatto che a realizzare l'iscrizione o addirittura la campana stessa sia stato un allievo di Manfredino e non il maestro stesso. Iscrizione a parte, la realizzazione complessiva è molto accurata e per ciò che concerne la forma e la superficie del manufatto stesso non si notano imprecisioni o irregolarità significative. Dell´iscrizione è degno di nota il fatto che non riporta la formula ricorrente "Magister Manfredinus me fecit". La ricorrenza di tale titolo riscontrata per gli altri esemplari e l´assenza su questa campana permetterebbe di ipotizzare che all'epoca della fusione Manfredino non poteva ancora fregiarsi del titolo di Magister. La campana di La Valle sarebbe dunque più antica, seppur di poco, rispetto alla campana di Ortisei, finora ritenuta da molti studiosi la più antica dell`Alto Adige.

## La campana di Verona
Fra tutte quelle attribuibili a Manfredinus, quella commissionata da Federico della Scala, esponente dell´importante famiglia dei della Scala di Verona e fusa nel 1321 è probabilmente quella di maggior interesse e di maggior pregio artistico. Rispetto a tutti gli altri esemplari, essa occupa un posto di rilievo soprattutto per le dimensioni, per l´accuratezza dell´esecuzione e infine per l´importanza del committente. Attualmente la campana è conservata al Museo di Castelvecchio di Verona. L´iscrizione, eseguita in curatissime lettere gotiche, identifica il manufatto con assoluta certezza come opera del fonditore Manfredinus. Nell´epigrafe è inoltre riportato sia il nome dell´illustre committente che l´anno e il mese della fusione. Unica tra le campane di Manfredino, l´esemplare conservato a Verona presenta una decorazione sul corpo. Su un lato, Federico aveva fatto eseguire il suo stemma, consistente in uno scudo scaccato con una scala a quattro pioli del tutto simile all´emblema di Cangrande della Scala.

## Le campane del territorio istriano
Nel corso della ricerca promossa dal Museum Ladin sulle campane di Manfredinus è risultato in un primo momento inaspettato attestare la presenza di bronzi del fonditore in Croazia e più precisamente nel territorio istriano e sull´isola di Krk. La campana di Jurandvor sull´isola di Krk si trova ancora nella chiesa di S. Lucia dove con ogni probabilità era stata visitata e rivelata dallo studioso. Sempre in Croazia è stata rintracciata, anche se purtroppo in un pessimo stato di conservazione, un´ulteriore campana presso Baska e collocata nel campanile della chiesetta di 
S. Lucia.

## La campana di San Marco in Lamis
Una piccola campana di Manfredino è presente a San Marco in Lamis in Puglia, a pochi chilometri dal noto santuario di San Michele Arcangelo nel Gargano. Non esistono fonti documentarie certe che possano aiutare a inquadrare meglio la campana di Manfredino a San Marco. La stessa storia della città è, almeno per il periodo medievale, piuttosto oscura. Allo stato attuale della ricerca è pressoché impossibile stabilire quale fosse la collocazione originaria della campana di Manfredinus.